# Lemoine-sejtés
A Levy-sejtés vagy Lemoine-sejtés kimondja, hogy bármely 5-nél nagyobb páratlan egész szám kifejezhető egy páratlan prímszám és egy páros félprím összegeként. Formálisabban: n > 2 esetén a 2n + 1 = p + 2q egyenletnek mindig van megoldása, ahol p és q prímszámok.

## Története
A Levy-sejtés fő részét valójában Émile Lemoine (1840-1912) francia matematikus fogalmazta meg a gyenge Goldbach-sejtés egy erősebb variánsaként. Névadója, Hyman Levy (1889-1975) mindössze a p>q kitételt fűzte a sejtéshez.

## Állapota
A sejtést még nem bizonyították, habár {\displaystyle 10^{9}}-ig számítógéppel ellenőrizték.